# Marcel Bluwal
Marcel Bluwal, né le 26 mai 1925 à Paris 12e et mort le 23 octobre 2021 à Paris 18e, est un réalisateur et metteur en scène de théâtre, de cinéma et de télévision français.
Il a enseigné au Conservatoire national supérieur d'art dramatique de Paris de 1975 à 1980 et fait une grande partie de sa carrière à la télévision.

## Biographie
Né à Paris le 25 mai 1925 de parents juifs polonais, Henri Bluwal, directeur commercial, et Eda Kamieniecki. Son père appartient au Bund, mouvement juif socialiste ; et Marcel Bluwal deviendra l'un des réalisateurs engagés à gauche de la télévision française. Dans son autobiographie Un Aller, il évoque son enfance et sa rencontre précoce avec le septième art. Il voue déjà une véritable passion pour la mise en scène des images animées. Les plus grands réalisateurs tels que Carl Theodor Dreyer (Vampyr - 1932) ou encore Jacques Feyder (La Piste du nord 1942) en sont les principaux inspirateurs.
À l'époque des grands bouleversements politiques, le jeune Marcel Bluwal découvre l'espoir du Front populaire, puis la montée brutale et soudaine de l'antisémitisme. Son adolescence est bouleversée par la Seconde Guerre mondiale en 1939 et l'occupation allemande. À la suite de la rafle du Vel D’Hiv en 1942 - au cours de laquelle sa grand-mère fut raflée - son professeur de piano cache le jeune Marcel et sa mère pendant près de vingt-sept mois dans une pièce close et étroite.
Après la libération de Paris, Bluwal est admis à l'École technique de la photo et du cinéma de la rue de Vaugirard. Quelques années plus tard, il fait son entrée à la télévision qu’il n’abandonnera pas, sauf pour quelques tentatives cinématographiques (Le Monte-charge en 1962, Carambolages en 1963, Le Plus Beau Pays du monde en 1999). Pour le petit écran, il débute avec la réalisation d’émissions enfantines jusqu’en 1953, année où il met en scène ses premières dramatiques en direct (Le Pèlerin…).
En 1960, il réalise le film télévisé La Surprise, qui remporte la palme d’Or du film de télévision au festival de Cannes. À cette époque, il signe avec Marcel Moussy un nouveau concept d’émission à caractère social, qui s'occupe de préoccupations concrètes : Et si c’était vous… Dans Le Figaro littéraire, Claude Mauriac déclare à propos de l’émission : « la vérité dans la simplicité » et André Bazin d’affirmer dans Radio, Ciné, Télévision : « l’un des trois ou quatre événements de la télévision française, depuis ses origines ».
Marcel Bluwal décide finalement d'affirmer son goût pour le baroque dans des films spécialement réalisés pour la télévision : On purge bébé de Georges Feydeau (1961) Le Mariage de Figaro de Beaumarchais (1961), Le Scieur de long, d’après sa propre pièce de théâtre (1963), Woyzeck de Georg Büchner (1963), Dom Juan ou le Festin de Pierre de Molière, considéré comme son chef-d’œuvre[réf. souhaitée] (1965), Le Jeu de l'amour et du hasard (1967) et La Double Inconstance (1968) de Marivaux, Beaumarchais ou Les 60 000 fusils (1966), inspiré de la vie du célèbre auteur… Bluwal adapte aussi par la suite deux autres grands auteurs classiques : Dostoïevski en 1969 (Les Frères Karamazov) et Victor Hugo en 1972 (Les Misérables).
En 1962, il lance le concept du feuilleton avec la série L'inspecteur Leclerc enquête, mais décroche le succès en 1967 grâce à la célèbre série fantaisiste Vidocq. Deux suites (Les Nouvelles Aventures de Vidocq) sont d’ailleurs créées en 1970 et en 1972. De 1973 à 1986, il réalise des drames au sein d’univers bourgeois tels que Antoine Bloyé (1973), Thérèse Humbert (1985) ou encore Music Hall (1985).
Avec le film d’anticipation 1996, réalisé en 1987, Bluwal s'est parfaitement adapté au style de la télévision contemporaine. Ce polar orwellien tire un portrait au couteau de l'univers télévisuel.
Il travaille dans d'autres domaines : celui de la variété, avec des émissions comme La Boîte à sel (de 1956 à 1958), L'École des vedettes et Discorama (de 1959 à 1963), Tête Bêche (1966) ; pour des séries télévisées à caractère social comme Celles qui parlent, Vieillir au Soleil ; à l’opéra et au théâtre, pour la mise en scène : Don Juan revient de la guerre (1975), Les Femmes savantes de Molière, Don Quichotte de la Manche d'après Cervantès (1979), Don Giovanni, Cosi fan tutte, La Clémence de Titus de Mozart (1986)...
En 2008, après 13 ans d'absence à la télévision, Marcel Bluwal dirige la mini-série À droite toute consacrée à la montée de l’extrême droite en France durant les années 1935-1937 à travers la formation de la Cagoule, organisation clandestine qui fomentait le renversement de la république. Cette série de 200 minutes, diffusée sur France 3 en février 2009, a reçu le FIPA d’argent 2008 de la meilleure série, les FIPA d’or pour le prix d’interprétation masculine à Bernard-Pierre Donnadieu et à Antoine Duhamel pour la meilleure musique, ainsi que le prix du meilleur scénario à Marcel Bluwal et Jean-Claude Grumberg.
Marcel Bluwal meurt « paisiblement » à l'âge de 96 ans le 23 octobre 2021 à Paris,. Ses obsèques ont lieu le 29 octobre au matin, au cimetière de Montmartre, où il est inhumé (division 23), dans le même caveau que son beau-frère Gérard Lebrun.

### Vie privée
D'une première union, Marcel Bluwal a deux enfants : Catherine Bluwal (scénographe et costumière) et Laurent.
Il est marié en secondes noces avec l'actrice Danièle Lebrun ; ils ont une fille, Emmanuelle Bluwal.

## Engagement politique
Dans les années 1950, Marcel Bluwal fait partie des compagnons de route du Parti communiste français, auquel il adhère officiellement en 1970, et qu'il quitte en 1981. Pendant toute cette période, le soutien du Parti lui est acquis. Ainsi au début des années soixante-dix, alors que son documentaire sur Rosa Luxemburg est interdit, Roland Leroy, membre du Bureau Politique du PC, responsable de la culture et député, intervient à l'Assemblée nationale pour protester contre cette interdiction.
Il participe toutes ces années en tant que représentant du syndicat des réalisateurs CGT à la commission d'homologation des réalisateurs.
Ces préoccupations politiques se retrouvent dans ses films. Il précise ainsi dans un entretien de 1972 : « Je traitais tous les conflits en espérant que pour le public, il en sortirait une exaltation révolutionnaire. » Au sujet des Misérables, réalisé en 1971, il dit encore avoir voulu « exalter le drame social, le soulèvement du peuple ».

## Points de vue critiques
Marcel Bluwal est l’un des plus anciens réalisateurs de la télévision française. Sa filmographie regorge d'adaptations de pièces et de romans lyriques du répertoire. Bluwal en profite pour remettre en cause l'interprétation courante et figée des grands auteurs classiques. Il transforme finalement ses sujets en films très personnels. Dans une dédicace adressée à Jean d'Arcy, il écrit : « nous avions envie de faire de la télévision et de faire la télévision ».

## Filmographie

### Réalisateur

#### Cinéma
- 1962 : Le Monte-charge avec Robert Hossein et Léa Massari
- 1963 : Carambolages avec Louis de Funès, Jean-Claude Brialy et Michel Serrault
- 1999 : Le Plus Beau Pays du monde avec Claude Brasseur et Jean-Pierre Cassel

### Télévision
- 1952 : Les Aventures de Jacky
- 1954 : Le Barbier de Séville
- 1956 : La Famille Anodin
- 1956 : Tu ne m'échapperas jamais
- 1956 : Le Revizor ou L'inspecteur général d'après Nicolas Gogol
- 1957 : Délinquance juvénile, Rien à louer, Étudiant en médecine, et Jeune fille de province, dans le cadre de l'émission Si c'était vous ?.
- 1957 : Le Plus Heureux des trois
- 1957 : Le Baladin du monde occidental de John Millington Synge
- 1958 : Misère et Noblesse d'Eduardo Scarpetta
- 1958 : L’Alcade de Zalamea de Pedro Calderón de la Barca
- 1959 : Les Loups
- 1959 : Une nuit orageuse
- 1960 : Arden de Faversham[11] avec Daniel Sorano
- 1960 : Les Joueurs[12] avec Michel Piccoli
- 1961 : On purge bébé[13] de Georges Feydeau avec Jacqueline Maillan, Jean Poiret , Michel Serrault, Pierre Guillermo, Pierre Tchernia, Françoise Dorin
- 1961 : Le Mariage de Figaro[14] avec Jean-Pierre Cassel
- 1962 : L'inspecteur Leclerc enquête
- 1962 : Le Dossier Chelsea Street
- 1963 : Le Scieur de long
- 1964 : Assurance de mes sentiments les meilleurs
- 1964 : Le Théâtre de la jeunesse : Les Indes noires[15]
- 1965 : Dom Juan ou le Festin de Pierre[16] avec Michel Piccoli et Claude Brasseur
- 1966 : Beaumarchais ou les 60000 fusils
- 1967 : Le Jeu de l'amour et du hasard de Marivaux avec Jean-Pierre Cassel et Claude Brasseur
- 1967 : Vidocq avec Bernard Noël
- 1967 : L'Affaire Lourdes
- 1968 : La Double Inconstance[17] de Marivaux (mise en scène et réalisation) avec Jean-Pierre Cassel et Claude Brasseur
- 1969 : Les Frères Karamazov[18]
- 1971 : Mesure pour mesure de William Shakespeare
- 1971 : Le Tartuffe ou l'Imposteur de Molière
- 1971 : Les Nouvelles Aventures de Vidocq avec Claude Brasseur
- 1972 : Histoire du soldat
- 1972 : Les Misérables[19]
- 1973 : Rosa Luxemburg[20]
- 1974 : Antoine Bloyé
- 1975 : Sara
- 1978 : Mitzi d'après Arthur Schnitzler [21]
- 1978 : Lulu adaptation en trois parties de La Boîte de Pandore de Frank Wedekind
- 1980 : Le Misanthrope
- 1982 : Mozart avec Michel Bouquet
- 1983 : Thérèse Humbert avec Simone Signoret (dans le rôle-titre), Michel Aumont et François Périer
- 1984 : Série noire
- 1985 : Music Hall
- 1985 : Sarah et le cri de la langouste
- 1987 : Série noire : 1996
- 1989 : La Cévenne
- 1989 : L'Ami Giono : Solitude de la pitié
- 1990 : L'Ami Giono : Jofroi de la Maussan
- 1990 : L'Ami Giono : Onorato
- 1990 : Clérambard
- 1990 : La Goutte d'or, d'après le roman éponyme de Michel Tournier.
- 1991 : Les Ritals
- 1991 : Billy
- 1992 : Nestor Burma :
- 1995 : Lise ou l'affabulatrice
- 2009 : À droite toute
- 2011 : Jeanne Devère
- 2013 : Les Vieux Calibres avec Michel Aumont

### Acteur

#### Cinéma
- 1988 : Frantic de Roman Polanski : un homme en tweed
- 1993 : L'argent fait le bonheur de Robert Guédiguian : M. Viali
- 2006 : Le Voyage en Arménie de Robert Guédiguian : Barsam

#### Télévision
- 1971 : Mesure pour mesure (téléfilm) : le messager
- 1987 : Série noire (série TV) : Blanowski
- 1990 : L'Ami Giono (série TV) : Maître Barbier
- 1991 : Billy (téléfilm) : Alexandre Fesch
- 1993 : Nestor Burma (série TV) : Moshé

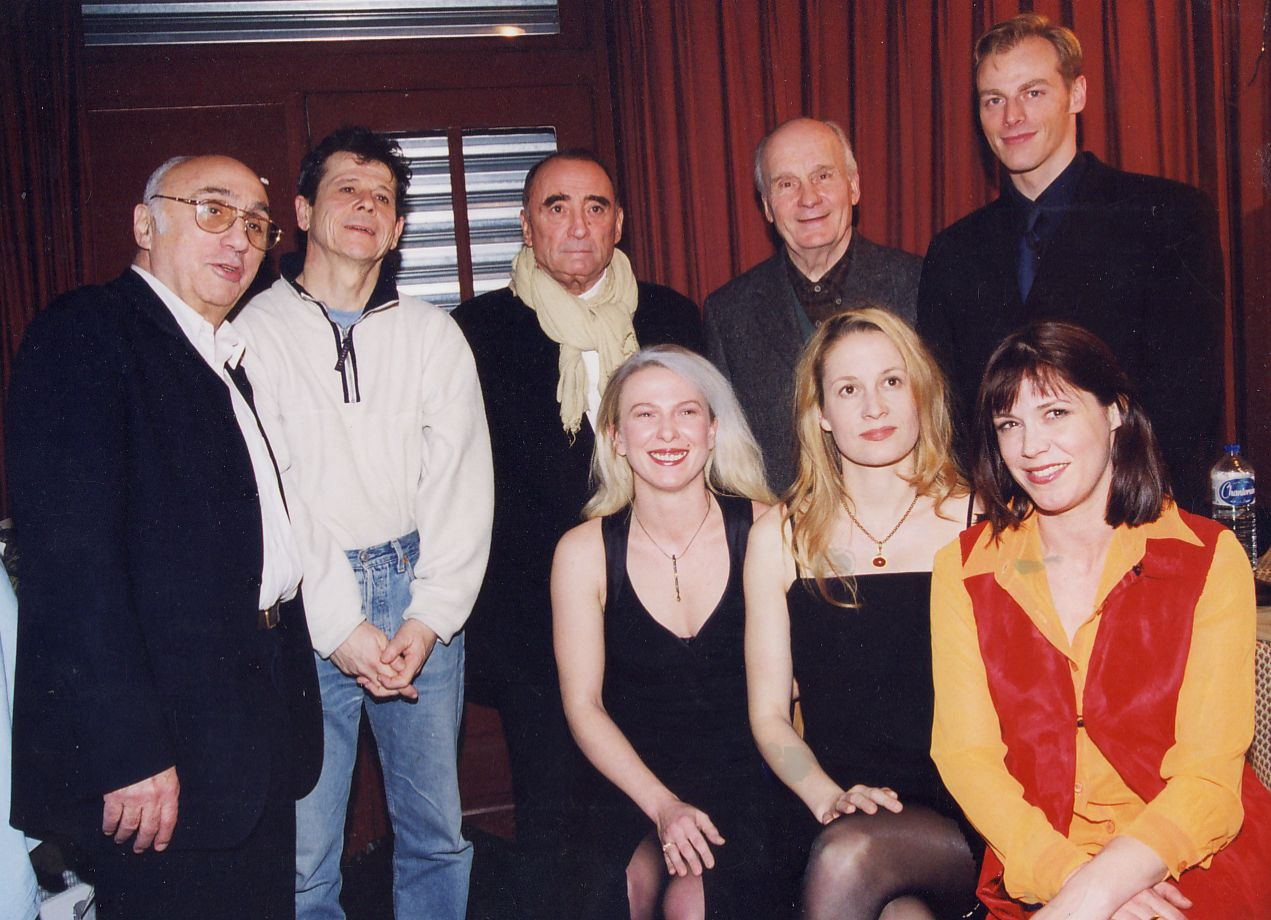
Équipe de la version française de la pièce À torts et à raisons de Ronald Harwood, après la représentation au théâtre Montparnasse, le 20 décembre 1999. Debout, de gauche à droite : Marcel Bluwal, Fabrice Eberhard, Claude Brasseur, Michel Bouquet et François Feroleto; assises, de gauche à droite : Beata Nilska, Geno Lechner et Catherine Bluwal (costumière).

## Théâtre
- 1969 : Le Misanthrope de Molière, Maison de la culture d'Amiens, Théâtre de la Ville
- 1975 : Dom Juan revient de guerre d'Ödön von Horváth, Théâtre de l'Est parisien
- 1985 : L'Indien sous Babylone de Jean-Claude Grumberg, Théâtre La Bruyère
- 1988 : Mort d'un commis voyageur d'Arthur Miller, Théâtre national de l'Odéon, théâtre national de Nice avec François Périer
- 1995 : La Dernière Salve de Jean-Claude Brisville, Théâtre Montparnasse
- 1995 : Cabale et Amour de Friedrich von Schiller, Comédie-Française
- 1999 : À torts et à raisons de Ronald Harwood, Théâtre Montparnasse avec Claude Brasseur et Michel Bouquet
- 2000 : Le Grand Retour de Boris S. de Serge Kribus, Théâtre de l'Œuvre
- 2002 : Conversations avec mon père d'Herb Gardner, Centre national de création d'Orléans, Théâtre de la Porte-Saint-Martin
- 2002 : Jeux de scène de Victor Haïm, Théâtre de l'Œuvre
- 2007 : À la porte adaptation et mise en scène d'après le roman éponyme de Vincent Delecroix avec Michel Aumont
- 2010 : David & Edward de Lionel Goldstein, Théâtre de l'Œuvre
- 2018 : Dialogue aux enfers : Machiavel - Montesquieu de Maurice Joly, théâtre de Poche Montparnasse